# Styringomyia kwangtungensis
Styringomyia kwangtungensis är en tvåvingeart som beskrevs av Alexander 1949. Styringomyia kwangtungensis ingår i släktet Styringomyia och familjen småharkrankar. Inga underarter finns listade i Catalogue of Life.